# المحمودية (مركز)
مركز المحمودية، مركز إداري مصري. يقع في شمال شرق محافظة البحيرة الواقعة أقصى شمال جمهورية مصر العربية. مدينة المحمودية عاصمة المركز.